# Teresa de Jesús (pel·lícula)
Teresa de Jesús és una pel·lícula espanyola dirigida en 1984 per Josefina Molina, resum de la sèrie de televisió del mateix nom emesa per Televisió espanyola també aquest any i dirigida per ella mateixa. La música, tant per a la sèrie com per a la pel·lícula, va ser composta per José Nieto. En el seu moment va ser una de les sèries més cares de la història de TVE (360 milions de pessetes).

## Argument
La pel·lícula i la sèrie narren la vida de Santa Teresa de Jesús, interpretada per Concha Velasco, santa espanyola, escriptora mística en castellà i doctora de l'Església, que va ser proposada com a "santa patrona de la raça espanyola". des que tenia 23 anys (1538) fins a la seva mort als 67 (en 1582).

## Capítols
- Capítol 1 (1:00:05)
- Capítol 2 (57:47)
- Capítol 3 (56:23)
- Capítol 4 (57:45)
- Capítol 5 (54:14)
- Capítol 6 (56:11)
- Capítol 7 (52:57)
- Capítol 8 (51:27)

## Premis
- Antena de Oro per a Concha Velasco.
- Fotogramas de Plata 1984 per a la millor actriu.
- 2 TP d'Or 1984 (Millor actriu i millor sèrie nacional)